# Daniel Wills
Daniel Wills es un surfista profesional nacido el 30 de septiembre de 1975 en Byron Bay, Nueva Gales del Sur, Australia. Es conocido también, en el mundo del surf, como Willsy.

## Carrera profesional
En 1987, Wills fue una de las estrellas de la película de surf All Down the Line, de Paul Witzig. Tan sólo contaba con 12 años, pero ya llevaba 9 surfeando. Pronto comenzó a captar la atención en Byron Bay y consiguió el tercer puesto en los Campeonatos Pro Junior de Narrabeen, Nueva Gales del Sur.
En 1995 y con 20 años entra en las WQS junto a Mick Campbell y ambos son, en ese momento, las grandes esperanzas del surf australiano. En 1998 consigue el tercer puesto del mundo en las WQS y asciende al WCT junto a los mejores surfistas del planeta. Actualmente cumple su octava temporada en el ASP World Tour.

## Victorias
Victorias fuera del Foster's ASP World Tour:
- 1998

- Marui Pro, Torami Beach, Chiba - Japón (ASP WQS)
- Tokushima Pro, Torami Beach, Chiba - Japón (ASP WQS)